# Mode Ani

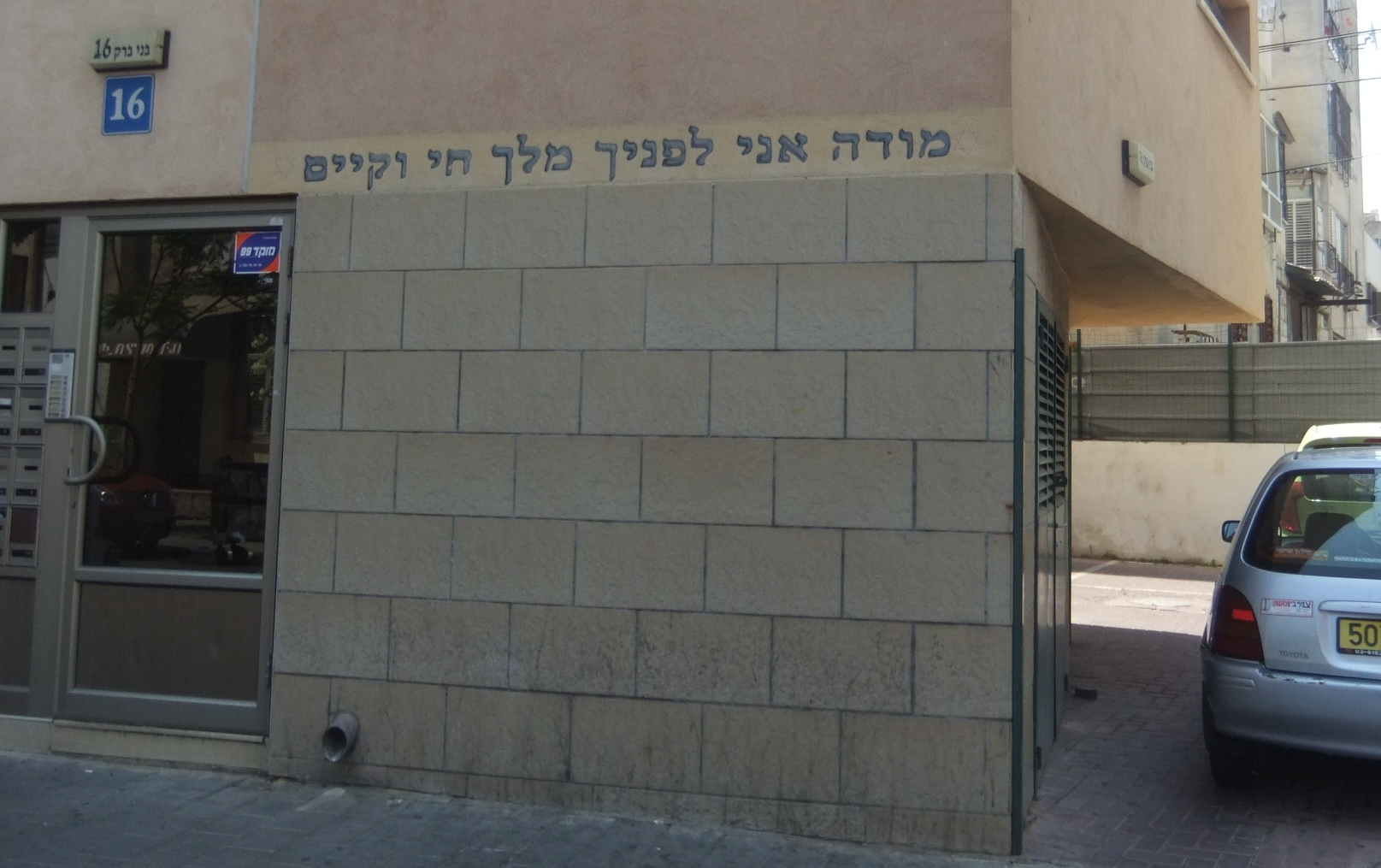
Mode Ani an der Fassade eines Hauses an der Bnei-Brak-Straße in Tel Aviv

Mode Ani (hebräisch מוֹדֶה (מוֹדָה) אֲנִי; dt. „Ich bedanke mich“) ist ein jüdisches Gebet.

## Beschreibung
Diese Worte stehen am Beginn eines Morgengebets, das praktizierende Juden täglich nach dem Aufwachen vortragen, während sie sich noch im Bett befinden. Das Mode Ani stammt aus den Klageliedern Jeremias (3:22-23): „die Güte des […] ist nicht ausgetrocknet und seine Barmherzigkeit ist noch nicht ausgeschöpft. Sie erneuert sich jeden Morgen neu, Deine Güte ist unendlich“. Daraus schließt der Schulchan Aruch, dass jeden Morgen Gott jede Person als eine neue Schöpfung erneuert. (Ch. 1, 2.)
Laut Emanuel Derman ist der Körper eines jeden Menschen im „Modeh ani“ jede Nacht seelenlos, erst am Morgen finde die Seele in den Körper zurück. Das Leben gehe nur deswegen weiter, weil Gott, der metaphorisch als lebendiger und ewiger König beschrieben wird, das Leben jeden Morgen neu schenke.

## Text und Übersetzung
| \| מוֹדֶה (מוֹדָה) אֲנִי לְפָנֶֽיךָ מֶֽלֶךְ חַי וְקַיָּים. שֶׁהֶֽחֱזַֽרְתָּ בִּי נִשְׁמָתִי בְחֶמְלָה. רַבָּה אֱמֽוּנָתֶֽךָ׃ \| “ \| | „Ich bedanke mich vor Dir – lebendiger und fortbestehender König – dafür dass Du meine Seele in mir erneuert hast, deine Treue ist groß.“ |
| מוֹדֶה (מוֹדָה) אֲנִי לְפָנֶֽיךָ מֶֽלֶךְ חַי וְקַיָּים. שֶׁהֶֽחֱזַֽרְתָּ בִּי נִשְׁמָתִי בְחֶמְלָה. רַבָּה אֱמֽוּנָתֶֽךָ׃            | “ |